# Assim Sou Eu
Assim Sou Eu é um álbum de estúdio da cantora brasileira Vanilda Bordieri, lançado pela gravadora Aliança em novembro de 2010. Com produção musical de Melk Carvalhedo, o álbum traz quatorze faixas.
| Críticas profissionais | Críticas profissionais |
| Avaliações da crítica  | Avaliações da crítica  |
| Fonte                  | Avaliação              |
| ---------------------- | ---------------------- |
| Super Gospel           | (favorável)            |

## Faixas
| nº | Faixa                                       | Compositor                    | Duração |
| -- | ------------------------------------------- | ----------------------------- | ------- |
| 1  | Visão de Isaías                             | Vanilda Bordieri              | 5:41    |
| 2  | Choro de Joquebede                          | Vanilda Bordieri              | 6:00    |
| 3  | Carregado pelo Espírito                     | Vanilda Bordieri              | 4:37    |
| 4  | Primeiro adorador                           | Jean e Junior                 | 5:56    |
| 5  | Assim sou eu                                | Moisés Cleyton                | 4:35    |
| 6  | Adoni Bezeque                               | André Buenno                  | 5:18    |
| 7  | Realiza os meus sonhos                      | Denner de Souza               | 5:25    |
| 8  | Quero ver tua face Ft. Alexandre Bernardino | Vanilda Bordieri              | 4:36    |
| 9  | Avisa lá                                    | Amanda Ferrari, Jean e Junior | 5:19    |
| 10 | Tudo a Ele                                  | Denner de Souza               | 5:38    |
| 11 | Precisa ter fé                              | Lucely Uchôa                  | 5:25    |
| 12 | Ficou para trás                             | Vanilda Bordieri              | 3:56    |
| 13 | Mulher de Deus                              | Vanilda Bordieri              | 4:31    |
| 14 | Te adorarei                                 | Vanilda Bordieri              | 5:22    |